# کومسومول (شهرستان سوزک)
کومسومول (به لاتین: Komsomol) یک منطقهٔ مسکونی در قرقیزستان است که در شهرستان سوزک واقع شده‌است. کومسومول ۵٬۲۳۷ نفر جمعیت دارد.